# Auberge du Roy d'Espagne (Sablon)
Pour les articles homonymes, voir Auberge du Roy d'Espagne.
L'auberge du Roy d'Espagne (en néerlandais : De Koning van Spanje) est une maison de style traditionnel datée du début du XVIIe siècle et située place du Petit Sablon à Bruxelles en Belgique.
Elle ne doit pas être confondue avec la Maison du Roi d'Espagne située sur la Grand-Place de Bruxelles.

## Localisation
La maison est située au numéro 9 de la place du Petit Sablon, à l'angle de la rue aux Laines,, face au square du Petit Sablon et au palais d'Egmont, situé au numéro 8.

## Historique
La maison dite Au Roy d'Espagne est une ancienne auberge datée de 1601 ou 1610 par ses ancres de façade,.
Elle a été restaurée par les architectes R. Lemaire et G. Gyömörey,.
La maison fait l'objet d'un classement au titre des monuments historiques depuis le 10 avril 1967 sous la référence 2043-0027/0 et figure à Inventaire du patrimoine architectural de la Région de Bruxelles-Capitale sous la référence 30424.

## Architecture
L'auberge du Roy d'Espagne présente une façade enduite et peinte en blanc de deux niveaux,.
Cette façade est composée de deux fois deux travées et d'un double pignon à sept gradins,.
Le bâtiment est orné de nombreuses ancres de façade en forme de fleur de lys, tant au niveau du rez-de-chaussée et de l'étage que des pignons,.

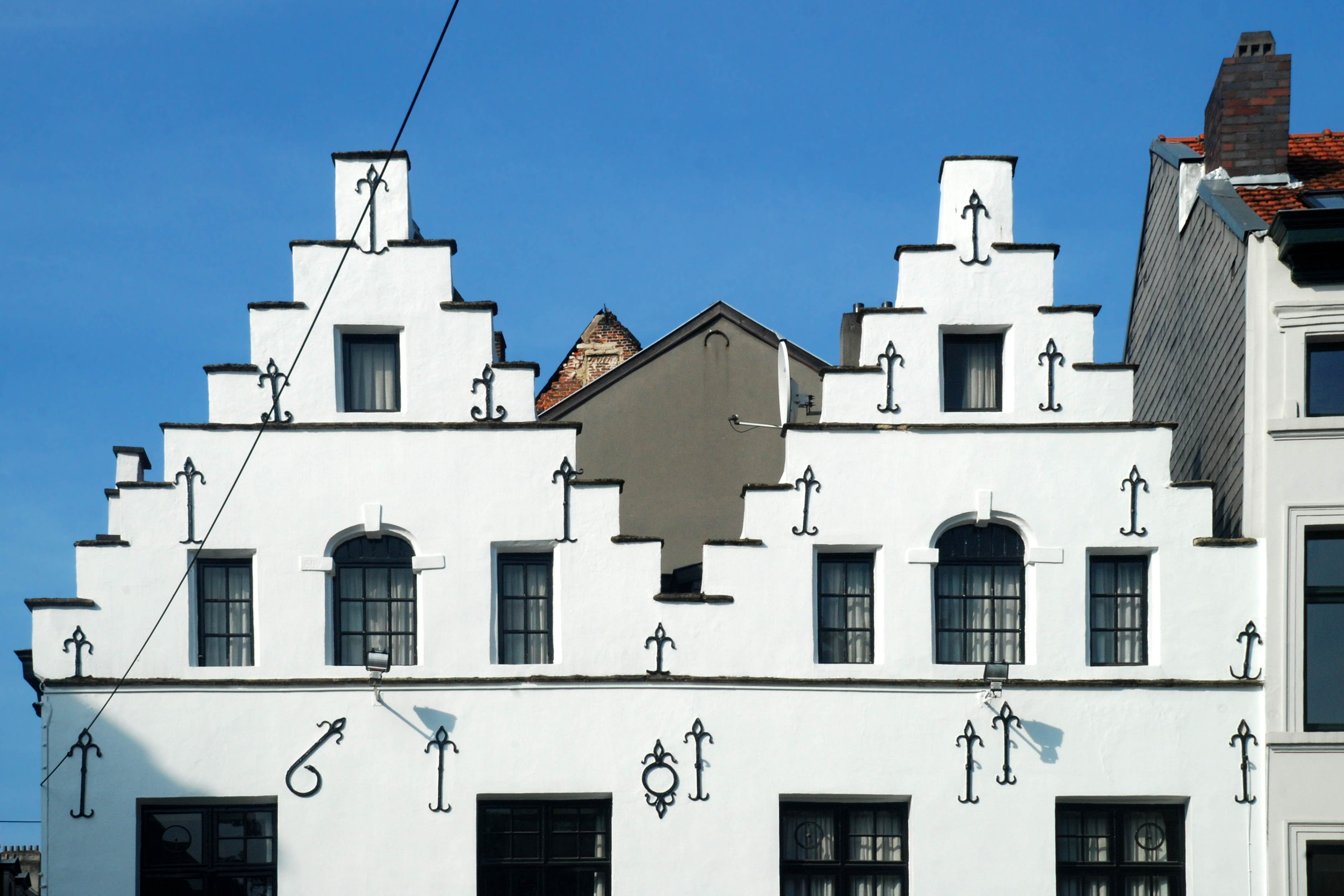